# 少年の町 (映画)
『少年の町』（しょうねんのまち、原題：Boys Town）は、1938年に製作・公開されたアメリカ合衆国の映画である。

## 概要
「少年の町」を創設したエドワード・ジョゼフ・フラナガンを描いた映画であり、ノーマン・タウログが監督、スペンサー・トレイシーがフラナガンを演じ、ミッキー・ルーニーなどが共演した。
1941年に続篇『感激の町』が製作されている。

## キャスト
※括弧内は日本語吹替（テレビ版）
- エドワード・ジョゼフ・フラナガン：スペンサー・トレイシー（森山周一郎）
- ホワイティ・マーシュ：ミッキー・ルーニー（富山敬）
- デイヴ・モリス：ヘンリー・ハル（村越伊知郎）
- ダン・ファロー：レスリー・フェントン（寺島幹夫）

日本語吹替その他：橘和香、沢井正延、森功至

## スタッフ
- 監督：ノーマン・タウログ
- 製作：ジョン・W・コンシダイン・ジュニア
- 原案：ドア・シャリー、エレノア・グリフィン
- 脚色：ジョン・ミーハン、ドーリ・シャリー
- 音楽：エドワード・ウォード
- 撮影：シドニー・ワグナー
- 編集：エルモ・ヴェロン
- 美術：セドリック・ギボンズ
- 録音：ダグラス・シアラー

## アカデミー賞受賞・ノミネーション
- 受賞
  - 主演男優賞：スペンサー・トレイシー
  - 脚本賞：ドーリ・シャリー、エレノア・グリフィン
- ノミネーション
  - 作品賞
  - 監督賞：ノーマン・タウログ
  - 脚色賞：ジョン・ミーハン、ドーリ・シャリー